# 奥昆大楼
奥昆大楼位于黑龙江省哈尔滨市道里区中央大街73号（与西九道街交汇处东南角），2013年被列为第七批全国重点文物保护单位。。
奥昆大楼由法国犹太人地产商奥昆建于1917年，是一座折中主义建筑风格的商用建筑，外墙采用石块砌筑。租用着包括1926年白俄开办的协和银行。1961年改为妇女儿童百货商店。1990年代开设东北虎皮草行。2013年作为哈尔滨犹太人活动旧址群的一部分被列为第七批全国重点文物保护单位。